# Natarsia baltimoreus
Natarsia baltimoreus är en tvåvingeart som först beskrevs av Macquart 1855.  Natarsia baltimoreus ingår i släktet Natarsia och familjen fjädermyggor. Inga underarter finns listade i Catalogue of Life.